# Lariza Díaz
Lariza Miguelina Díaz Peña (Hato Mayor del Rey, 18 gennaio 1972) è un'ex cestista dominicana.

## Carriera
Con la Rep. Dominicana ha disputato quattro edizioni dei Campionati americani (1997, 1999, 2003, 2005) e due dei Giochi panamericani (Winnipeg 1999, Santo Domingo 2003).